# Tropidacris
Tropidacris is een geslacht van rechtvleugeligen uit de familie Romaleidae. De wetenschappelijke naam van dit geslacht is voor het eerst geldig gepubliceerd in 1869 door Scudder.

## Soorten
Het geslacht Tropidacris omvat de volgende soorten:
- Tropidacris collaris Stoll, 1813
- Tropidacris cristata Linnaeus, 1758
- Tropidacris descampsi Carbonell, 1986